# Barbara Daly Baekeland
Barbara Daly Baekeland (28 de setembro de 1921 - 17 de novembro de 1972)  era uma rica socialite americana que foi morta por seu filho, Antony "Tony" Baekeland.

## Casamento
Depois que Barbara disse falsamente a Brooks Baekeland que ela estava grávida, o casal rapidamente se casou na Califórnia. Na época do casamento, Barbara listou sua profissão como pintora, enquanto Brooks listou a sua como escritor. Após o casamento, o casal se estabeleceu em um apartamento de luxo no Upper East Side de Nova York, onde realizaram jantares extravagantes para seus amigos, que incluíram Greta Garbo, Tennessee Williams, William Styrone Yasmin Aga Khan.
Barbara deu à luz um filho, Anthony Baekeland, em 28 de agosto de 1946.